# René Just Haüy
René Just Haüy [ejtsd: aüi] (Saint-Just-en-Chaussée, 1743. február 28. – Párizs, 1822. június 3.) francia mineralógus.

## Élete
Húsz éven át volt paptanár a Jean Lemoine bíborosról elnevezett tanintézetben. 1783-ban a Francia Természettudományi Akadémia tagjává választották. 1793-ban a Commision des poids et des mesures titkára, 1794-ben a bányászati akadémia ásványgyűjteményének főfelügyelője és az École normale tanára, 1802-ben a természettudományi múzeumi és egyetemi tanár lett. Korszakalkotó a Haüy által felfedezett törvény, amely szerint egyazon ásvány kristályai egy alapformára vezethetők vissza, mely a matematikai kristálytan alapját vetette meg. Egyike azon 72 tudósnak, akiknek neve szerepel az Eiffel-torony oldalán.

## Művei
- Essai d'une théorie sur la structure des cristaux (Párizs, 1779);
- Traité de minéralogie (Párizs, 1801, 2 kötet, atlasszal; új kiad. 1822);
- Tableau comparatif des résultats de la cristallographie (Párizs, 1809);
- Traités des caractères physiques des pierres précieuses (uo. 1817);
- Traité de cristallographie (Párizs, 1822, 2 kötet, atlasszal).
- Traité élémentaire de physique (Párizs, 2 kötet, 3. kiad. 1891).